# MO S-3 „U mlýna”
MO S–3 „U mlýna” („przy młynie”) – fort dla piechoty w Boguminie (Czechy), położony w dzielnicy Szonychel przy bagrze Kališčák. Stanowił część czechosłowackich umocnień wojennych wybudowanych w latach 1935–1938, wchodząc w skład fortyfikacji wokół Bogumina (łącznie 8 bunkrów, z czego 7 zrealizowanych) na linii umocnień Ostrawskich.

## Opis
Obiekt, zaprojektowany w 1935, wybudowany został wiosną następnego roku (betonowanie odbyło się w dniach 22–28 maja 1936). Położony jest na wysokości 209 m n.p.m. Posiada tylko jeden poziom. We wnętrzu znajduje się studnia głęboka na 10 m. Objętość betonu wynosi 1890 m3. Może pomieścić maksymalnie do 37 osób. Uzbrojony był w dwie kopuły obserwacyjno-bojowe wyposażone w rkm-y, posiadał również na zewnątrz dwa rowy diamentowe. W wyniku przejęcia Zaolzia przez Polskę bunkier znalazł się po polskiej stronie granicy, wobec czego w październiku 1938 roku oddziały czechosłowackie musiały opuścić schron. Po wojnie obiekt wykorzystywany był jako stanowisko dowodzenia obrony cywilnej Bogumina. Do dziś jest własnością wojska i jest zamknięty.